# Artúr Görgey

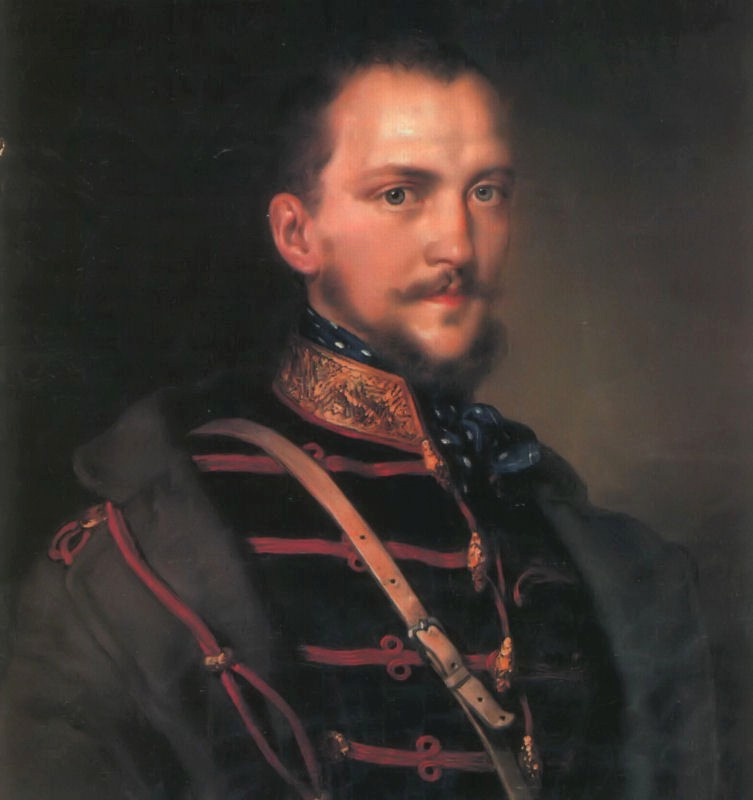
Artúr Görgey.

Artúr Görgey, född 30 januari 1818 i Toporec i nuvarande Prešovregionen i Slovakien, död 21 maj 1916 i Visegrád, var en ungersk militär och överbefälhavare för den ungerska upprorshären 1848–1849.

## Bakgrund
Görgey tillhörde en gammal protestantisk adelssläkt. Han fick en militärisk uppfostran och inträdde 1837 som underlöjtnant vid det ungerska adliga livgardet, men lämnade 1845 krigstjänsten för att odelat ägna sig åt sitt älsklingsstudium, kemi. Han sökte meritera sig för en professur i kemi, men de våldsamma händelserna i Ungern 1848 ryckte honom snart från studierna.

## Roll under ungerska revolutionen
Artúr Görgey blev först kapten och i augusti 1848 major vid en avdelning av landstormen, med vilken han i slutet av september sändes till Donauön Csepel för att hindra en övergång av kroaterna. Där tillfångatog han den unge greve Ödön Zichy, lät ställa honom inför krigsrätt och avrätta honom som landsförrädare, därför att han stod i förbindelse med Josip Jelačić, en stränghet, som väckte mycket uppseende och gjorde Görgey populär.
Efter att tillsammans med Perczel ha vid Ozora tvingat en kroatisk styrka på 6 000 man att sträcka vapen blev han överste vid den vid österrikiska gränsen stående häravdelningen, för vilken han 1 november blev general och befälhavare. Efter att ha givit hären en fastare organisation drog han sig i december tillbaka för den mot Budapest framträngande fienden och utfärdade 5 januari 1849 i Waitzen en proklamation till hären, i vilken han uttalade sig skarpt ogillande över försvarsutskottets återtågsbefallningar och avresa från huvudstaden samt förklarade sig trogen sin ed till den konstitutionella monarkin och författningen och tog avstånd från alla republikanska strävanden.
Från Waitzen drog sig Görgey under ständiga strider mot bergstrakterna i norr för att därigenom splittra den österrikiska hären och försvaga dess angrepp på Theisstrakten. Regeringen fann Görgeys uppträdande högeligen misstänkt och ställde 12 februari honom och hans häravdelning under Dembinskis överbefälhavarskap. Efter det olyckliga slaget vid Kapolna (26–28 februari) och Dembinskis avskedstagande blev Vetter överbefälhavare, men fick en svår sjukdom och ersattes 31 mars tillsvidare med Görgey. Då följde dennes mest glänsande tid. Den 2 april segrade han över österrikarna vid Hatvan, 4 april vid Tápióbicske, 6 april vann han det avgörande slaget vid Isaszeg och stod så vid den av fienden besatta huvudstadens portar.

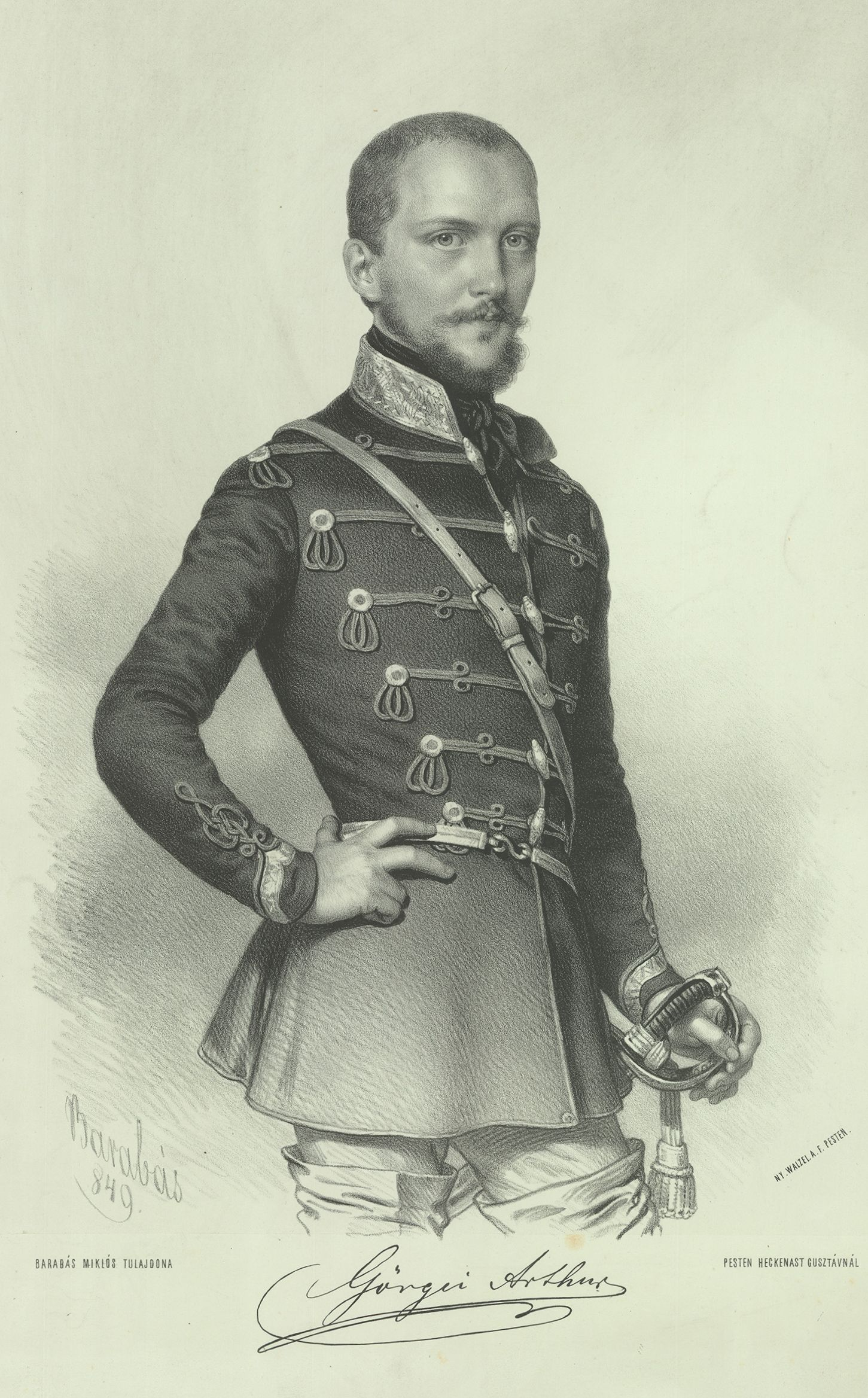
Artúr Görgey tecknad av Miklós Barabás.

Han vände sig emellertid vidare mot väster, slog österrikarna vid Waitzen den 10 april och undsatte den 26 fästningen Komorn. Under tiden skedde ungrarnas oavhängighetsförklaring. Görgey ogillade denna, men uttalade sig likväl i en proklamation av den 29 april i samma anda. Efter det drog han mot Buda, som efter långa strider intogs 21 maj. Kossuth, som allt fortfarande misstrodde Görgey, hade för avsikt att göra Bem eller Dembinski till överbefälhavare, men bägge vägrade mottaga förtroendet. Görgey utnämndes till krigsminister och vistades några dagar i Debrecen, där regeringen och parlamentet hade sitt tillfälliga säte, men återvände den 2 juni till hären.
Därefter följde den ryska härens inmarsch i Ungern. Görgey, som förde befälet över den västra armén, slogs tillbaka av de påträngande österrikarna vid Zsigárd och Pered 20–22 juni. Inför den överhängande faran rådde Görgey regeringen att koncentrera försvaret omkring Komorn. Österrikarnas snabba framträngande förmådde emellertid regeringen att befalla Görgey att dra sig tillbaka mot Theiss, vilket denne också lovade, men likväl icke gjorde. I anledning härav utnämndes Mészáros till överbefälhavare, varjämte Görgey kallades tillbaka för att sköta sitt ministerium.
Hans underbefälhavare lyckades emellertid utverka, att han fortfarande skulle stanna vid hären. Regeringen beslöt att dra alla trupper samman mot sydost, men Görgey opponerade öppet häremot och drog sig i stället under ständiga strider mot norr ända till Miskolc. Med regeringens samtycke inlät han sig under tiden i fredsunderhandlingar med ryssarna, vilka emellertid inte ledde till något resultat. När han till slut erfor, att en del av den ryska armén redan överskridit Theiss, skyndade han mot söder och anlände med sina trupper den 9 augusti till Arad, där regering och parlament vid denna tid residerade. Samma dag hade Dembinski lidit ett avgörande nederlag vid Temesvár, och ställningen var hopplös.
Kossuth och regeringen nedlade sina mandat och överlämnade den högsta militära och civila myndigheten åt Görgey, som underrättade den ryske generalen Fjodor Rüdiger, att han var beredd att sträcka vapen, men blott inför ryssarna, och på samma gång vädjade till tsarens högsinthet till förmån för sitt manskap och i synnerhet för de officerare, som förut varit i österrikisk tjänst. Kapitulationen skedde i Világos den 13 augusti Den ungerska hären hade då smält samman till omkring 32 000 man.

## Senare karriär

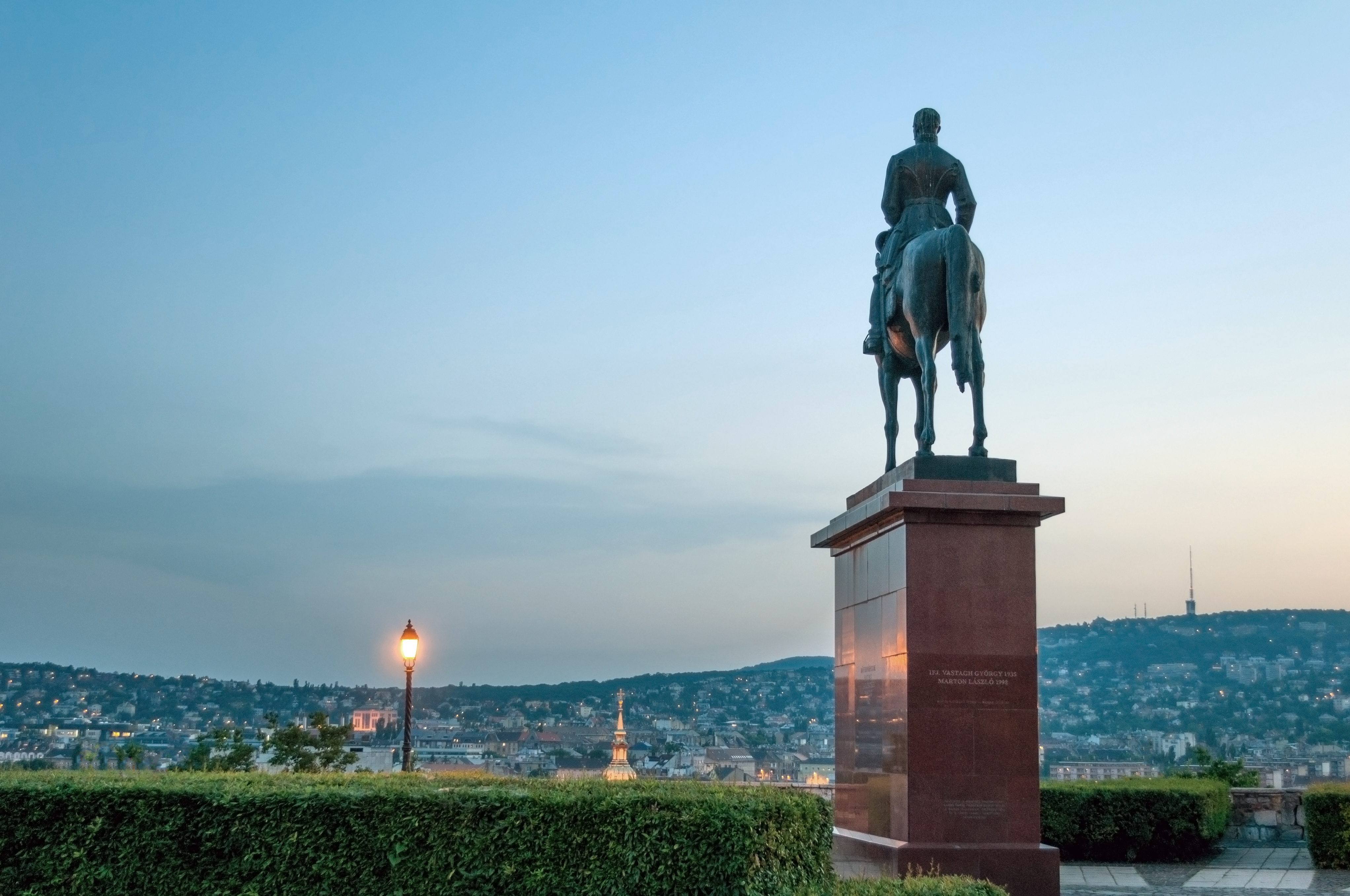
Ryttarstaty av Görgey.

På tsarens förbön skonades Görgey från det dödsstraff, som nådde de övriga ungerska generalerna, och internerades i Klagenfurt, där han skaffade sig sitt uppehälle som kemist. År 1867 återvände han till Budapest. I många år levde han sedan i tillbakadragenhet i Visegrád. Omedelbart efter kapitulationen anklagade Kossuth öppet Görgey för förräderi och för att ha sålt sitt fädernesland, och han upprepade dessa beskyllningar i sitt bekanta brev från Viddin av 12 september 1849 och även sedermera med osläckligt hat i sina 1881–1894 tryckta memoarer. Till sitt försvar skrev Görgey Mein Leben und Wirken in Ungarn in den Jahren 1848 und 1849 (1852; 'Krigen i Ungern 1848–1849 och mitt deltagande i desamma, samma år'), som emellertid genast beslagtogs i Österrike-Ungern.